# Нестареющая сталь
Нестареющая сталь — низкоуглеродистая (до 0,15 % углерода) сталь со стабилизированными механическими свойствами (см. Старение (металлургия)).
в автомобилестроении, котлостроении.
В нестареющей стали устранена или ослаблена склонность к деформационному старению. Основная природа этого явления — блокировка дислокаций атомами углерода и особенно азота; поэтому для уменьшения склонности стали к деформационному старению необходимо снизить содержание азота в твердом растворе.

## Получение
Требуемые свойства достигаются технологией плавки (раскислением алюминием), а также термической обработкой и введением небольших (по 0,05-0,1 %) добавок алюминия, титана, ванадия или ниобия.

## Применение
Нестареющая сталь применяется главным образом в автомобилестроении для изготовления деталей холодной штамповкой и котлостроении.
Склонность к деформационному старению такой стали является главным показателем их качества, так как при штамповке сложных изделий с большой вытяжкой из холоднокатаных листов, склонных к старению, образуются поверхностные дефекты: полосы — линии скольжения или линии Чернова — Людерса. Образование полос-линий скольжения связано с неоднородной деформацией металла в зоне горизонтального участка текучести на диаграмме деформирования. При наличии «зуба» и горизонтального участка текучести, её длина является критерием склонности стали к деформационному старению, а следовательно к способности образовывать дефекты в виде полос — линий скольжения.